# プロクイーン決定戦
プロクイーン決定戦（プロクイーンけっていせん）は、（株）JPMLが主催、日本プロ麻雀連盟が大会運営、龍龍と日本プロ麻雀連盟チャンネルの協力で開催している麻雀のタイトル戦であり、2003年に創設された。

## 主なルール
一発・裏ドラ・槓ドラ・槓裏あり、30符4翻と60符3翻は満貫に切り上げが認められるWRCルール（2016年までは連盟Bルール名称）を採用。このルールは、麻雀マスターズでも採用されている。
予選の勝ち上がりシステムは以下の通り。
- 一次予選:6回戦制で4回戦と5回戦終了時に下位数名が敗退、6回戦終了時の上位24～32名が二次予選に進出。
- 二次予選:6回戦制で前日の一次予選勝者と歴代女流桜花及び同プロクイーン、ならびに他団体のタイトルホルダーが出場。4回戦と5回戦終了時に下位数名が敗退、6回戦終了時の上位11名がベスト16に進出。

ベスト16は二次予選の勝ち上がり11名、前期決定戦敗者4名、現女流桜花の計16名が4卓に分かれて対局し、全4回戦のトータル上位2名ずつが勝ち上がり、ベスト8を勝ち上がった各卓2名ずつ、計4名が決定戦に出場となる。
同決定戦は現プロクイーンとベスト8を勝ち上がった4名の計5名が出場し、3日間で全12回戦（1日4回戦）を行う。1～10回戦までは抜け番ありで行われ、残り2回戦は最下位の1名を除く4名で争い、その中のトータルトップ者が今年度のプロクイーンとなる。優勝者にはトロフィーが授与される他、優勝賞金として80万円が授与される。なお抜け番順は前半（1～5回戦）が抽選で選択順を決め、後半（6～10回戦）は5回戦終了時の成績上位者から選択をすることができる。
ニコニコ生放送などではベスト16以降の対局を連盟チャンネルで生配信する。

## 歴代優勝者
- 第1期 2003年 斉藤智子（日本プロ麻雀連盟）
- 第2期 2004年 清水香織（日本プロ麻雀連盟）
- 第3期 2005年 二階堂亜樹（日本プロ麻雀連盟）
- 第4期 2006年 崎見百合（日本プロ麻雀協会） ※他団体プロとしては初
- 第5期 2007年 涼崎いづみ（最高位戦日本プロ麻雀協会）
- 第6期 2008年 黒沢咲（日本プロ麻雀連盟）
- 第7期 2009年 黒沢咲（日本プロ麻雀連盟） ※大会初の連覇
- 第8期 2010年 石井あや（最高位戦日本プロ麻雀協会）
- 第9期 2011年 和久津晶（日本プロ麻雀連盟）
- 第10期 2012年 安田麻里菜（日本プロ麻雀連盟）
- 第11期 2013年 二階堂瑠美（日本プロ麻雀連盟）
- 第12期 2014年 和久津晶（日本プロ麻雀連盟）
- 第13期 2015年 童瞳（日本プロ麻雀連盟）
- 第14期 2016年 宮内こずえ（日本プロ麻雀連盟）
- 第15期 2017年 西嶋ゆかり（日本プロ麻雀連盟）
- 第16期 2018年 日向藍子（最高位戦日本プロ麻雀協会）
- 第17期 2019年 日向藍子（最高位戦日本プロ麻雀協会・渋谷ABEMAS） ※史上2人目の連覇、他団体プロとしては初の連覇
- 第18期 2020年 りんのなお（日本プロ麻雀協会）
- 第19期 2021年 二階堂瑠美（日本プロ麻雀連盟・EX風林火山）
- 第20期 2022年 りんのなお（日本プロ麻雀協会）
- 第21期 2023年 蒼木翔子（日本プロ麻雀連盟）
- 第22期 2024年 りんのなお（日本プロ麻雀協会） 大会最多の3度目の優勝